# St. Clair Avenue

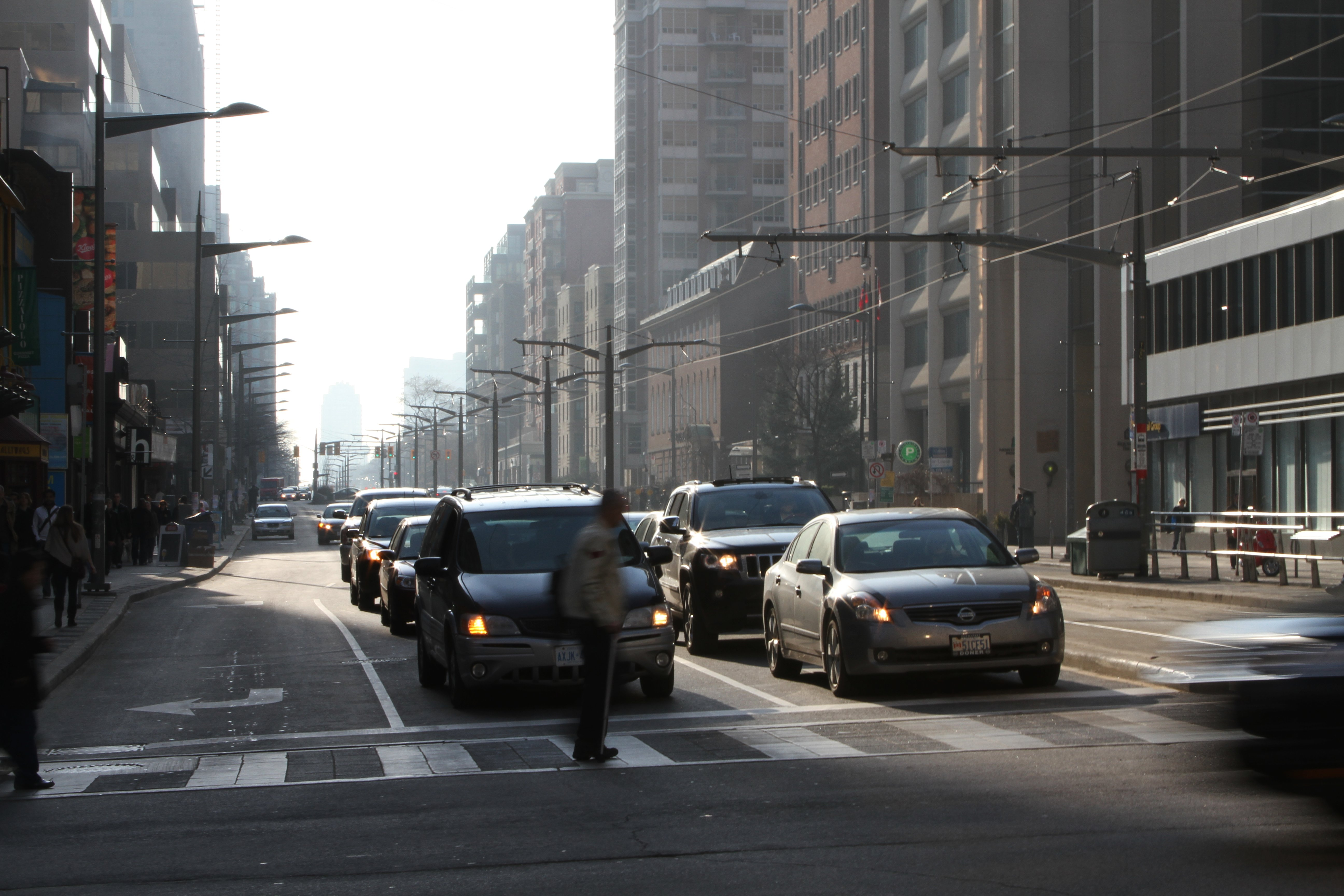
Aperçu de Yonge Street et de St. Clair Avenue en mars 2012.

St. Clair Avenue est une rue de la ville de Toronto, en Ontario, au Canada.
La rue est composée de deux parties disjointes : une section ouest de 10 kilomètres qui s'étend de Starlett Road à Moore Park, et une section est, d'une distance de 7 kilomètres, qui débute aux environs de Taylor Creek Park et s'étend jusqu'à Kingston Road. Comme toutes les rues de Toronto qui croisent perpendiculairement Yonge Street, la partie à l'ouest de celle-ci prend le nom de St. Clair Avenue West et la partie à l'est celui de St. Clair Avenue East.
Anciennement 3e ligne de concession construite par les britanniques au XVIIIe siècle, elle se situe à 2 kilomètres au nord de Bloor Street, anciennement 2e ligne de concession, et à 4 kilomètres au nord de Queen Street, anciennement 1re ligne de concession. Comme toutes les anciennes routes de concession, elle ne traverse pas à l'ouest Etobicoke.
Une partie de St. Clair Avenue West est desservie par la ligne 512 St. Clair du tramway de Toronto, et par les stations St. Clair et St. Clair West de la ligne Yonge-University-Spadina du métro de Toronto.